# Siegfried Grabert
Siegfried Grabert (11 de janeiro de 1916 - 25 de julho de 1942) foi um oficial alemão que serviu no Deutsches Heer durante a Segunda Guerra Mundial. Foi condecorado com a Cruz de Cavaleiro da Cruz de Ferro com Folhas de Carvalho.

## Condecorações
| Cruz de Ferro (1939) 2ª Classe                                   | 14 de maio de 1940    |
| Cruz de Ferro (1939) 1ª Classe                                   | 2 de junho de 1940    |
| Distintivo de Feridos (1939) em Preto                            |                       |
| Distintivo da infantaria de assalto                              |                       |
| Distintivo de combate fechado em Bronze                          |                       |
| Cruz de Cavaleiro da Cruz de Ferro                               | 10 de junho de 1941   |
| Cruz de Cavaleiro da Cruz de Ferro com Folhas de Carvalho nº 320 | 6 de novembro de 1943 |